# Alaettin Özgür
Alaettin Özgür (ur. 22 stycznia 1965) – turecki zapaśnik w stylu klasycznym. Olimpijczyk z Los Angeles 1984, gdzie odpadł w eliminacjach w kategorii 62 kg. Zajął piętnaste miejsce w mistrzostwach świata w 1983. Brąz w mistrzostwach bałkańskich w 1980 roku.